# Higiea (mitologia)

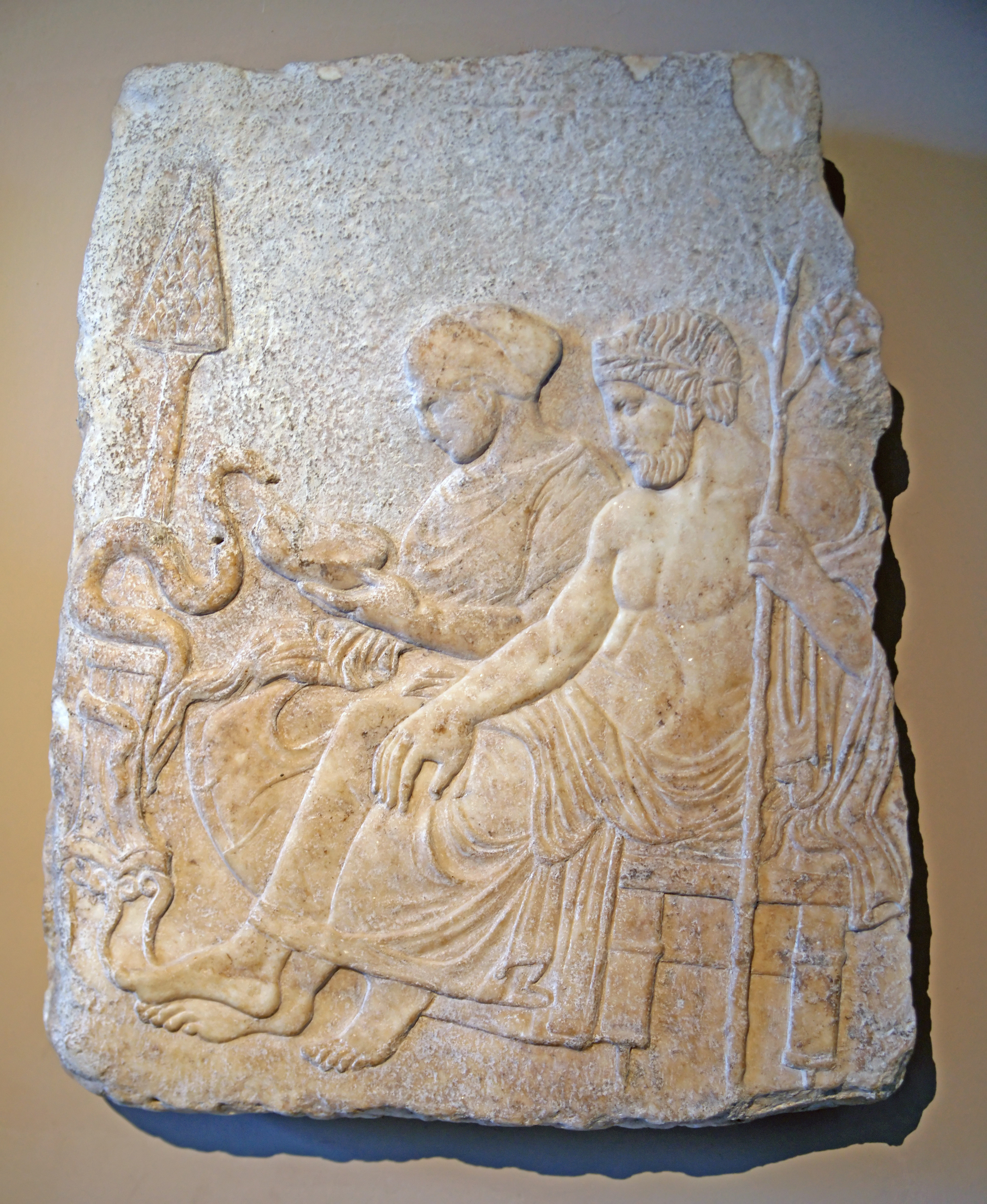
Higiea i Asclepi

Higiea (en grec antic Ὑγίεια, "salut") en la mitologia grega és la personificació de la salut. En la mitologia llatina es deia Salus. És filla d'Asclepi i de Lampècia, i germana de Panacea, Iaso, Podaliri, i Macàon. Era la deessa de la curació i la neteja, i posteriorment, també de la lluna. Del seu nom en deriva la paraula Higiene. Forma part del seguici d'Asclepi.
Higiea havia tingut un culte local almenys des del segle VII aC que es va estendre quan l'oracle de Delfos li va donar autoritat després de les plagues que van devastar Atenes els anys 429 i 427. Els seus temples principals eren a Epidaure, Corint, Cos i Pèrgam.
Pausanias va indicar que a l'Asclepeion de Titane, a Sició, fundat per un net d'Asclepi, es cobrien les estàtues d'Higiea amb cabells femenins i robes babilòniques.